# Franz Maidburg
Franz Maidburg (* um 1480/85 wohl in Freiberg; † 1533 in Freiberg) war ein Bildhauer der Spätgotik und der Frührenaissance.

## Leben und Wirken

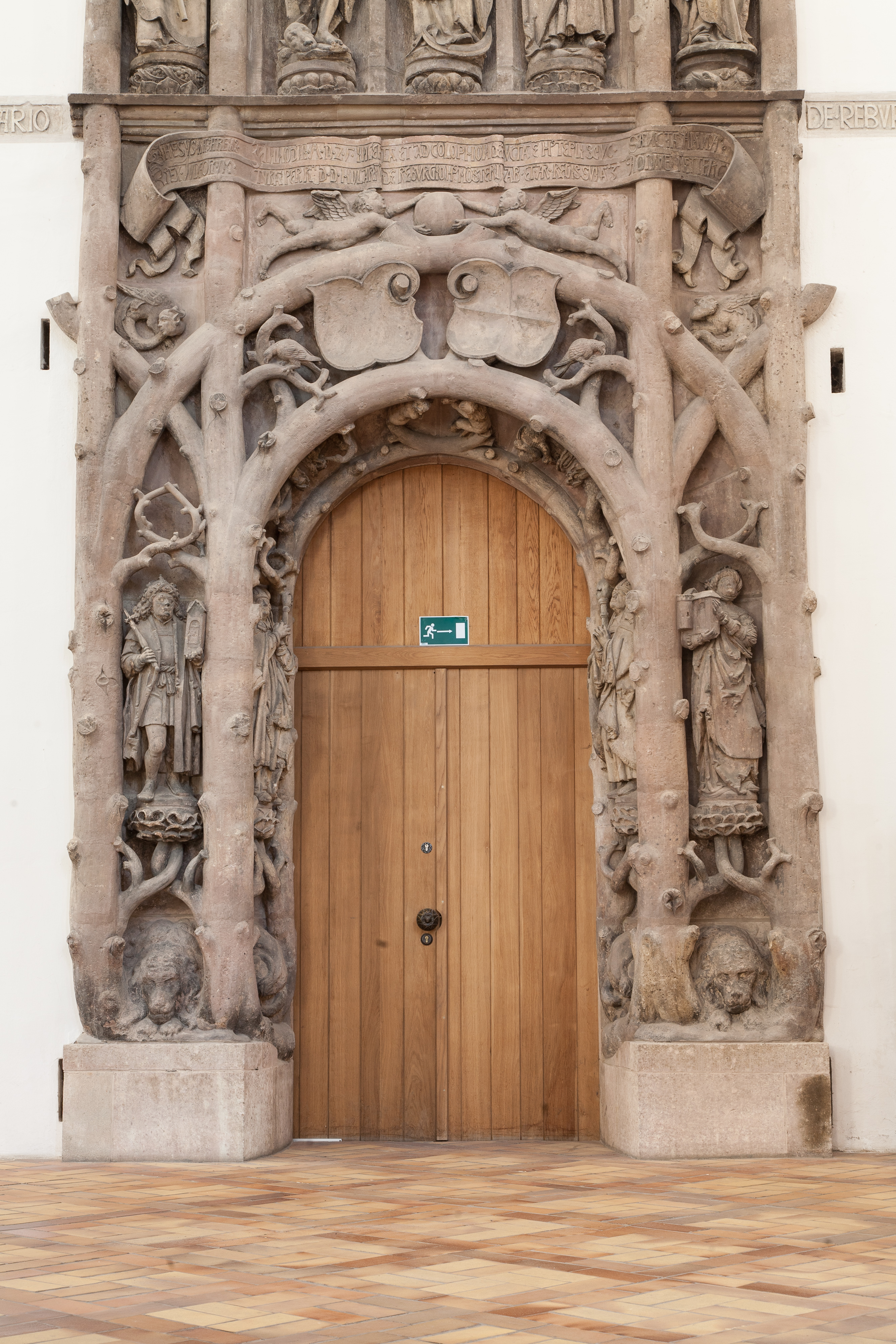
Unteres Geschoss des Astwerkportals der Schlosskirche in Chemnitz, 1525

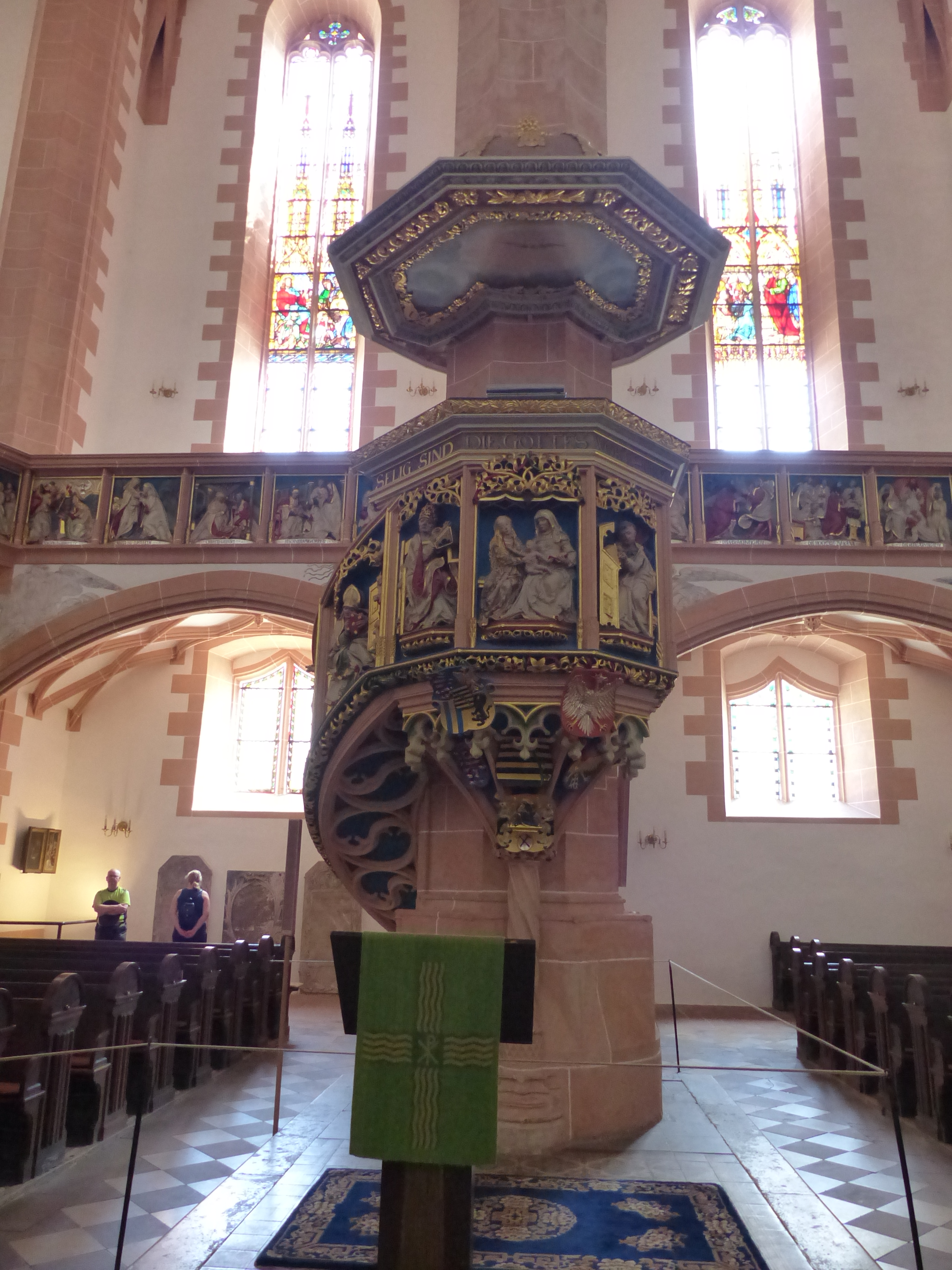
Kanzel der St. Annenkirche in Annaberg-Buchholz, 1516

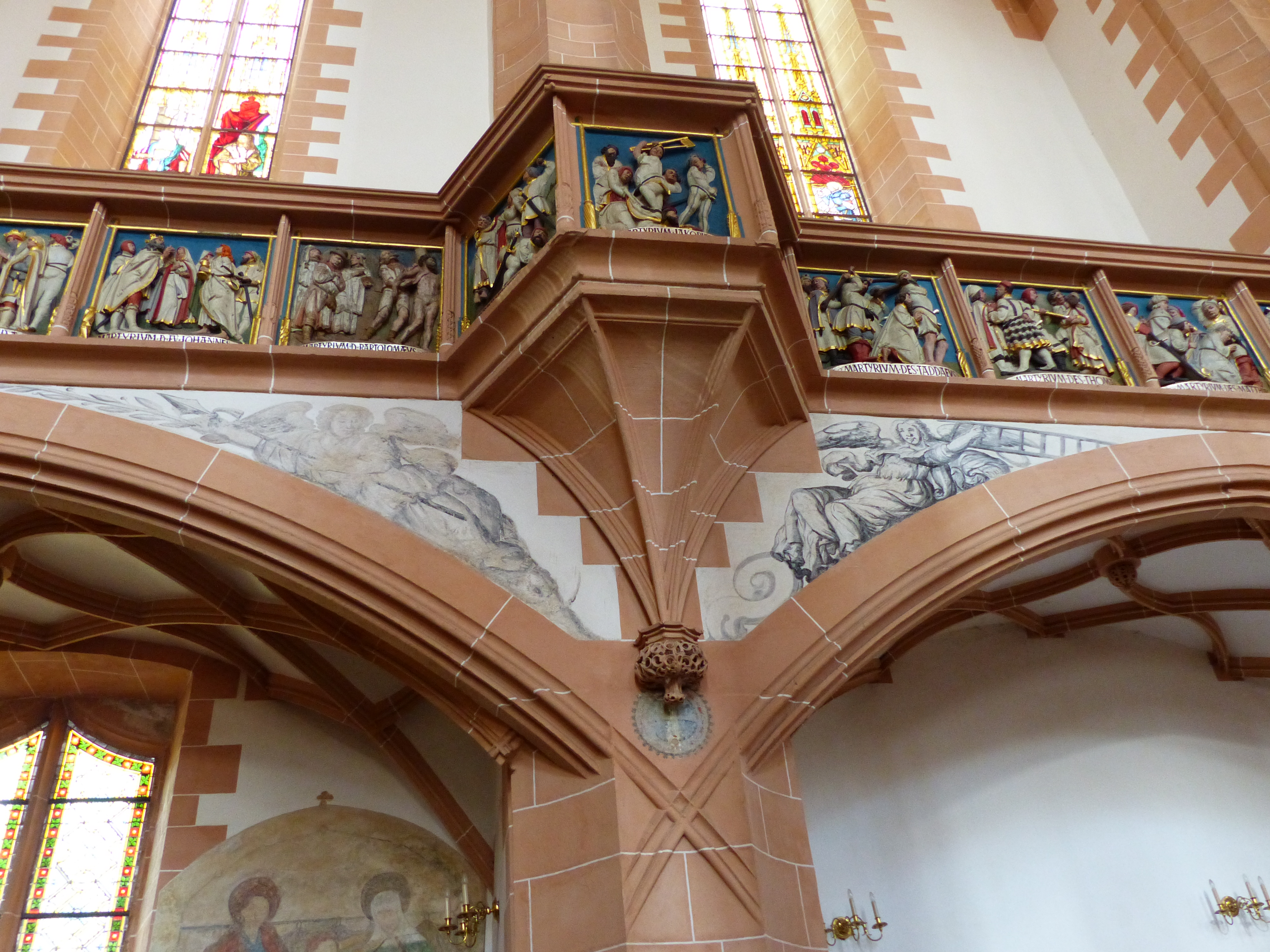
Emporenreliefs der St. Annenkirche in Annaberg-Buchholz, 1519–1522

Nach seiner Lehr- und Gesellenzeit um 1500 in Freiberg ging Franz Maidburg auf Wanderschaft, wo er unter anderem um 1510/12 die Würzburger Werkstatt Tilman Riemenschneiders kennenlernte. 1513 ist Maidburg wieder in Freiberg nachweisbar, als er die sogenannte Monhauptsche Madonna im Freiberger Dom (heute in der Annenkapelle) schuf.
Danach wirkte er vor allem in der St. Annenkirche in Annaberg (1516 Kanzel, 1518 Portal der Alten Sakristei, 1519–22 Emporenreliefs).
Nach Beendigung der Arbeiten kehrte er nach Freiberg zurück, von wo aus er 1525 das Nordportal der Benediktinerklosterkirche (heute Schlosskirche) zu Chemnitz unter Verwendung von vier Figuren Hans Wittens schuf. In dieser Zeit ist Maidburg auch in Komotau (Chomutov) in Böhmen nachweisbar.
Offen bleibt, ob Maidburg tatsächlich das ihm zugeschriebene Sakramenthäuschen im Kölner Dom geschaffen hat. Nachweislich nicht von Maidburg sind die ihm irrtümlich zugewiesenen Werke in Fürstenwalde. Ebenso zeigt das ihm ebenfalls zugeschriebene Grabmal des Uriel von Gemmingen in Mainz keine Anklänge an den Stil des sächsischen Bildhauers.